# Patrull

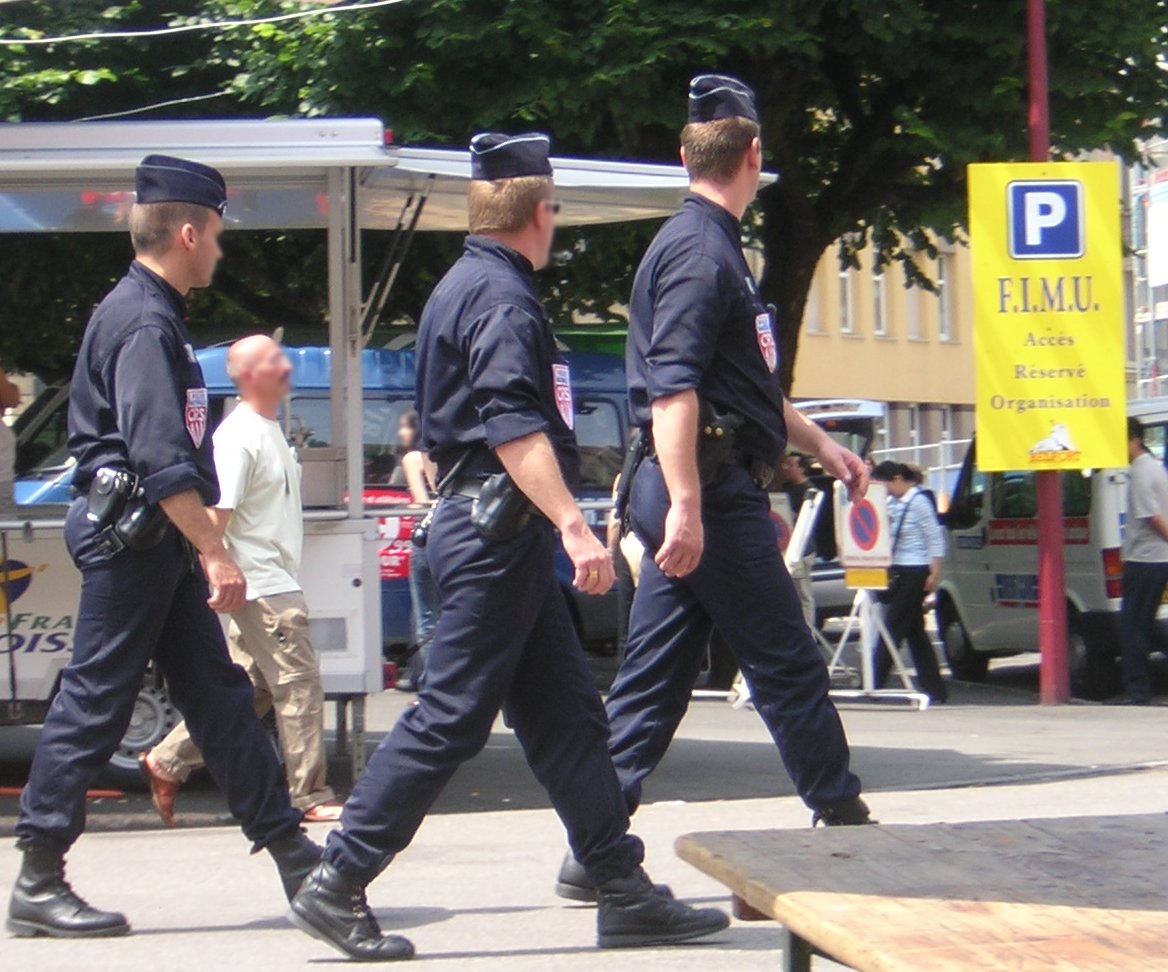
Patrullerande poliser i Frankrike

Patrull (av fr. patrouille) är en mindre grupp tjänstemän som arbetar tillsammans.
Patrull, eller patrullering, kan också avse en bevakningsmetod som innebär att man förflyttar sig över en yta för att övervaka denna.